# NGC 591
NGC 591 је спирална галаксија у сазвежђу Андромеда која се налази на NGC листи објеката дубоког неба.
Деклинација објекта је + 35° 40' 6" а ректасцензија 1h 33m 31,1s. Привидна величина (магнитуда) објекта NGC 591 износи 13,0 а фотографска магнитуда 13,9. NGC 591 је још познат и под ознакама UGC 1111, MCG 6-4-38, MK 1157, CGCG 521-46, IRAS 01306+3524, PGC 5800.